# Toscana
Toscana este o regiune în centrul Italiei, având graniță cu Lazio la sud, Umbria la est, Emilia-Romagna și Liguria la nord, și cu Marea Tireniană la vest. De multe ori a fost considerată ca una dintre cele mai frumoase părți ale Italiei.

## Puncte de interes

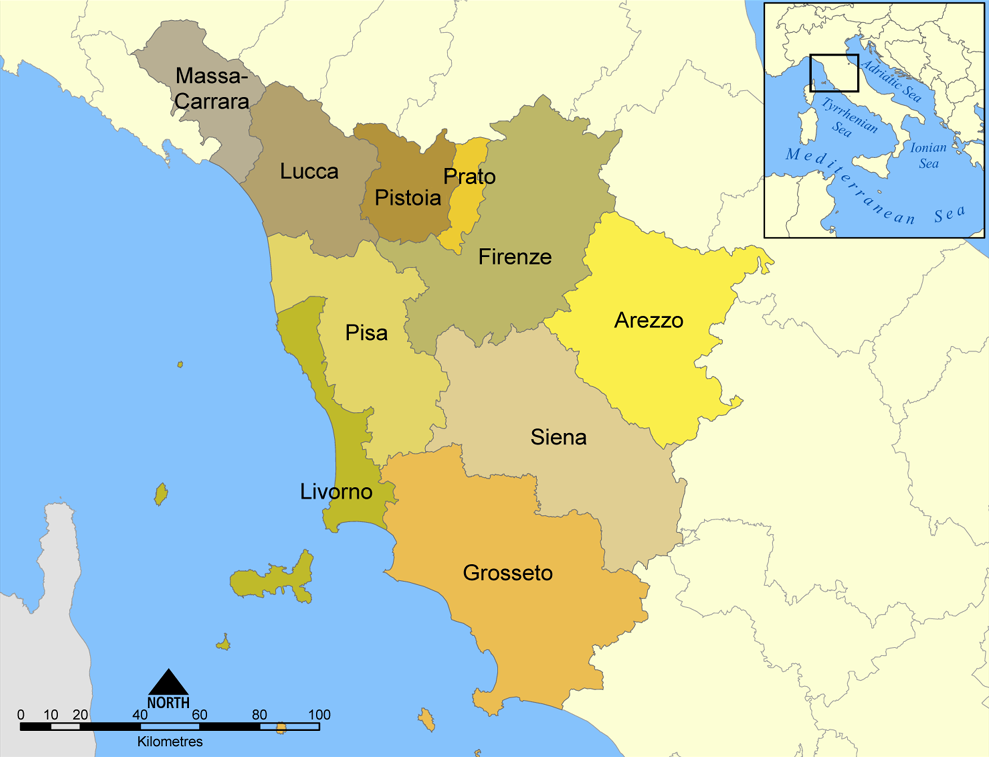
Provicniile regiunii Toscana

Toscana a fost probabil regiunea în care Renașterea italiană a produs cele mai bune rezultate. Patrimoniul artistic al regiunii include arhitectură, pictură și sculptură, adunate în numeroase muzee faimoase cum ar fi Uffizi din Florența.
Toscana este de asemenea cunoscută pentru vinurile sale (cele mai faimoase fiind Chianti, Morellino di Scansano și Brunello di Montalcino) și pentru cele 120 de regiuni protejate (rezervații naționale).
Destinații turistice notabile în Toscana includ Florența, Pisa, Lucca, Maremma (în districtul Grosseto), Crete Senesi și Siena. Toscana își promovează acum "agroturismul" (Agriturismo), în care turișții locuiesc la fermele agricole.

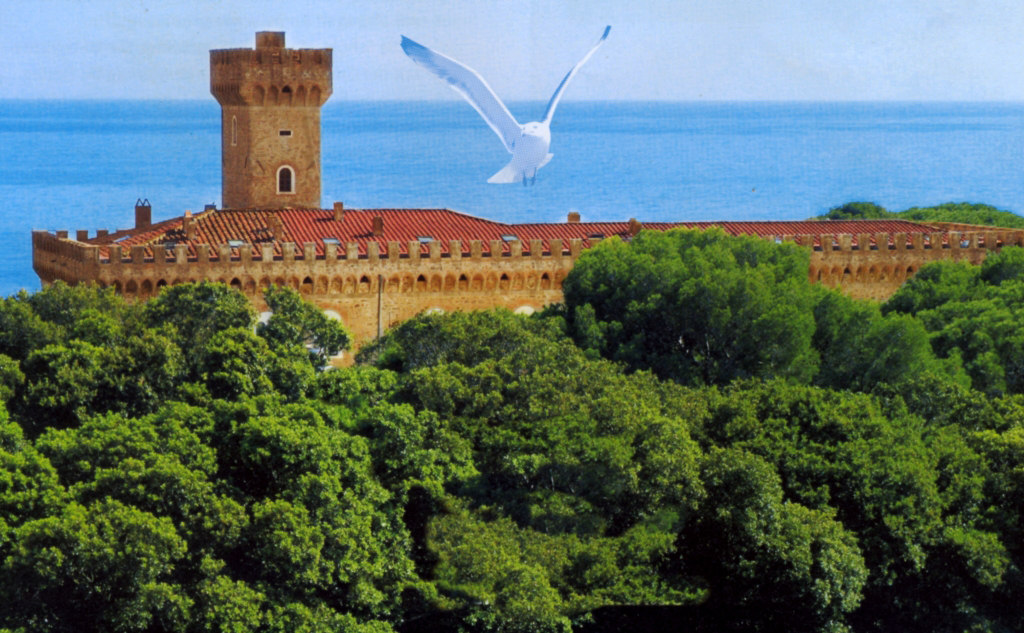
Castiglioncello Toscana

## Istorie
Dominația Medici și căderea Republicii
Pentru perioada anterioară dominației familiei Medici, vezi Marca de Toscana
Familia Medici, mult timp una dintre cele mai importante familii din Florența, și prin extensie din Toscana, a reușit să transforme Republica Florența într-un stat ducal condus prin succesiune ereditară în secolul XVI. În mare parte a acelui secol ei au condus Florența și Toscana cu succes, extinzând teritoriul statului prin cucerirea Sienei. Medici erau patronii științei și artei care înflorea în mare parte a statului. Toscana a devenit un stat mai compact și mai unit în toți acești ani, mai degrabă decât o conducere a unui oraș dominant (Florența). Toscana sub conducerea Medici, care a durat până în 1737, a fost transformată în mai multe feluri, nu întotdeauna în mod pozitiv. Mai mult, economia Toscanei a suferit o schimbare fundamentală de caracter. Industria lânii a fost decimată în acești ani, în ciuda faptului că, industria mătăsii a fost cât de cât extinsă, reușind să o înlocuiască. Deloc mai puțin, industria, care a format și a susținut Florența încă din Evul Mediu, a început să decadă în secolul al XVII-lea. Investițiile în afaceri au devenit mai puțin profitabile și a apărut o “re-feudalizare” a statului toscan cu multe investiții ale patricienilor mai degrabă în pământ decât în industrie. S-a căzut de acord, la modul general, că Florența a început să decadă la începutul secolului XVIII, când o serie de conducători au condus la integrarea în Sfântul Imperiu Roman a odată independentului stat al Toscanei după ce și ultimul succesor din dinastia Medici a murit.
Schiță pentru istoria Toscanei.
- (Toscana etruscă, romană și lombardă)

- (Comunele: Florența, Siena, Pisa)

- Unificarea Toscanei

Deși 'Toscana' era mai degrabă un concept lingvistic, cultural și geografic, decât o realitate politică, în secolul XV, Florența și-a extins dominația în Toscana prin cucerirea Pisei în 1405 și suprimarea rezistenței locale de acolo (1406). Livorno a fost cucerit și el (1421). Siena a rezistat mai mult. Comuna sieneză nu a fost incorporată în Toscana până în 1555, și în timpul secolului al XV-lea Siena s-a bucurat de o vastă 'Renaștere sieneză' din punct de vedere cultural cu propriul său caracter conservator. 
- Dominația Medici

Cu toate acestea, în timpul dominației familiei Medici (1434-1494), începând cu Cosimo de' Medici (1434-1464), 'Florența' a jucat un rol important pentru întreaga 'Toscana.' Fără un titlu, în general fără nici măcar un birou formal, Cosimo și urmașii săi s-au bucurat de puterea și prestigiul unei prințese virtuale și au prezidat renașterea florentină.
- Republica, 1494-1512, 1527-1530
- Ducii de Medici, 1512-1527, 1530-1569

Medici au fost răsturnați de la putere în 1494 și Republica Florentină a fost stabilită (cf Savonarola). Dinastia Medici s-a întors la putere în 1512, fiind înlăturată pentru a doua oară, când republica a fost restabilită. În 1530 Charles al V-lea l-a desemnat pe Alessandro de' Medici ca urmaș ereditar. Cosimo de' Medici a devenit duce în 1537, Siena a fost încorporată în Toscana, iar Florența a devenit Marele Ducat al Toscanei în 1569. Cosimo a murit în 1574.
- Marele Ducat al Toscanei, 1569-1737
  - Dinastia Medici târzie
    - Cosimo al III-lea 1670-1723: Cosimo al III-lea a fost descendent al fratelui mai tânăr al lui Cosimo de' Medici din secolul anterior.
    - Gian Gastone 1723-1737: Când Gian Gastone a murit fără urmași, Marele Ducat a fost moștenit de Casa de Lorraine.

- Marele Ducat al Toscanei, 1737-1790
  - Casa de Lorena
    - Francisc de Lorena 1737-1745: Francisc s-a căsătorit cu Maria Terezia, arhiducesa de Austria. Când a fost ales ca Sfânt Împărat Roman în 1747, a transferat Marele Ducat al Toscanei, fratelui său, Leopold.
    - Leopold I de Lorena 1745-1790: Leopold a fost singurul reformator progresist al Toscanei. El a abolit ultimele relicte de sclavie, a încurajat schimburile și industria, a reformat birocrația. În timpul marii sale dominații asupra Toscanei, aceasta a devenit unul dintre cele mai prospere state din Italia.

- Toscana napoleonică, 1790-1815

- Reacție și Risorgimento

- Regat și Mussolini

- Toscana modernă

## Provincii
- Florența (Firenze), capitala regiunii
- Siena
- Grosseto, principalul oraș în Maremma
- Pistoia
- Arezzo
- Lucca
- Massa Carrara
- Livorno
- Pisa
- Prato

## Alte orașe importante
- Empoli
- Castiglione della Pescaia
- Collodi
- San Gimignano
- Montalcino
- Orbetello
- Capalbio
- Piombino
- Ponte Galeria

## Insule
- Elba
- Montecristo
- Giannutri
- Giglio
- Pianosa

## Date geografice
- Suprafață: 22,992 km²
- Populație (2000): 3,536,392
- Densitate: 163/km²
- Număr de districte administrative: 278